# 라인헤센팔츠현

라인란트팔츠주에서 라인헤센팔츠현의 위치

라인헤센팔츠현(독일어: Regierungsbezirk Rheinhessen-Pfalz)은 과거 독일 라인란트팔츠주 남부에 있던 현(Regierungsbezirk)이다. 현도는 노이슈타트안데어바인슈트라세였으며 폐지 당시의 면적은 6,851.84km2, 인구는 2,011,381명(2001년 기준), 인구 밀도는 290명/km2이었다. 10개 군(Landkreise), 10개 시(Kreisfreie Städte)를 관할했다. 1968년에 옛 라인헤센현과 팔츠현을 통합하여 신설되었으며 2000년 1월 1일을 기해 폐지되었다.

## 하위 행정 구역

### 군(Landkreise)
1. 알차이보름스군(Alzey-Worms)
2. 바트뒤르크하임군(Bad Dürkheim)
3. 도네르스베르크크라이스군(Donnersbergkreis)
4. 게르메르스하임군(Germersheim)
5. 카이저슬라우테른군(Kaiserslautern)
6. 쿠젤군(Kusel)
7. 라인팔츠크라이스군(Rhein-Pfalz-Kreis)
8. 마인츠빙겐군(Mainz-Bingen)
9. 쥐트리헤바인슈트라세군(Südliche Weinstraße)
10. 쥐트베스트팔츠군(Südwestpfalz)

### 시(Kreisfreie Städte)
1. 프랑켄탈시(Frankenthal)
2. 카이저슬라우테른시(Kaiserslautern)
3. 란다우시(Landau)
4. 루트비히스하펜시(Ludwigshafen)
5. 마인츠시(Mainz)
6. 노이슈타트안데어바인슈트라세시(Neustadt an der Weinstraße)
7. 피르마젠스시(Pirmasens)
8. 슈파이어시(Speyer)
9. 보름스시(Worms)
10. 츠바이브뤼켄시(Zweibrücken)